# Gabriel Mouton
Gabriel Mouton   (Lió, 29 d'agost de 1619 - Lió, 28 de setembre de 1694) va ser un astrònom i religiós francès, conegut per haver proposat un sistema mètric decimal basat en les mesures de la Terra.

## Vida
Mouton va estudiar a Lió on es va graduar en teologia. El 1646 va ser nomenat rector de l'església de Sant Pau de Lió, càrrec en el qual va ser confirmat amb caràcter perpetu.
Tota la seva vida va transcórrer a Lió, exercint els seus deures de rector i sense esdeveniments dignes de menció. El seu temps lliure el dedicava a l'estudi de l'astronomia i les matemàtiques.

## Obra
El 1670 va publicar la seva única obra: Observationes diametrorum solis et lunae apparentium (Observacions sobre els diàmetres aparents del Sol i la Lluna), en ella proposava un nou sistema universal de mesures. En el segle xvii les diferents mesures emprades pels científics complicaven la interpretació dels resultats d'uns científics per d'altres. Mouton proposa, doncs, una nova mesura geomètrica, no només pels matemàtics, sinó per a totes les nacions i províncies.
Mouton va proposar una unitat de longitud natural basada en la mesura de la Terra: la longitud d'un minut de meridià terrestre, anomenant-la milla, i amb subdivisions decimals (de deu en deu). També va suggerir que les oscil·lacions d'un pèndol podien ser una forma de verificació convenient i senzilla. Aquestes idees van passar a Jean Picard, astrònom de l'Observatori de París, que també les va subscriure parcialment. Això no obstant, la creació d'un sistema mètric decimal universal va haver d'esperar fins a finals del segle XVIII; Mouton i Picard només en van ser els seus precursors.